# Ірим
Іри́м (рос. Ирым) — присілок в Дебьоському районі Удмуртії, Росія.

## Населення
Населення — 139 осіб (2010; 154 в 2002).
Національний склад станом на 2002 рік:
- удмурти — 77 %

## Урбаноніми[3]
- вулиці — Іримська